# گرگ پاول
گرگوری اوون پاول (به انگلیسی: Greg Powell) بدل‌کار، هماهنگ‌کننده بدلکاری، بازیگر و کارگردان واحد دوم بریتانیایی است که برای کارش در جوخه برادران نامزد دریافت جایزه امی شده است. او همچنین برای کارهایش در فیلم های هندی شناخته شده است.